# قیمت‌گذاری پویا
قیمت‌گذاری پویا (به انگلیسی:Dynamic pricing)، قیمت‌گذاری بر اساس تقاضا (به انگلیسی:demand pricing) یا قیمت‌گذاری مبتنی بر زمان (به انگلیسی:time-based pricing)، یک استراتژی قیمت گذاری است که در آن کسب و کارها قیمت‌های انعطاف‌پذیری را برای محصولات یا خدمات و بر اساس تقاضاهای فعلی بازار تعیین می‌کنند. کسب‌وکارها می‌توانند قیمت‌ها را براساس الگوریتم‌هایی تغییر دهند که قیمت‌گذاری رقبا، عرضه و تقاضا و سایر عوامل خارجی در بازار را در نظر می‌گیرد. قیمت گذاری پویا یک روش رایج در چندین صنعت مانند صنعت مهمان نوازی، گردشگری، سرگرمی، خرده‌فروشی، صنعت برق و الکتریسیته و ترابری عمومی است. هر صنعت بر اساس نیازهای مشخصه خود و تقاضا برای محصول، رویکرد کمی متفاوت به قیمت گذاری پویا خواهد داشت.